# Oktavijanova ilirska vojna
Oktavijanova ilirska vojna (35 pr. n. št.-33 pr. n. št.) je bila vojna, ki jo je vodil rimski politik Oktavijan proti plemenom v Iliriku in Dalmaciji. V prvem letu je Oktavijan porazil Karne in Tavriske, leta 34 pr. n. št. pa je po težkem obleganju zavzel japodsko naselbino Metulum. Zasedel je še Segestico (današnji Sisak). Vojna ni prinesla velikih uspehov, tudi zato, ker jo je moral Oktavijan predčasno končati zaradi priprav na državljansko vojno proti Marku Antoniju.